# Guy Wyndham
Guy Percy Wyndham (19 janvier 1865 - 17 avril 1941) est un militaire de l'armée britannique.

## Jeunesse et famille
Wyndham est né le 19 janvier 1865, fils de Percy Wyndham et Madeline Caroline Frances Eden Campbell. Il est le frère de George Wyndham et de Mary Constance Wyndham.
Il se marie deux fois, d'abord en 1892 avec Edwina Johanna Fitzpatrick (décédée en 1919), puis en 1923 avec Violet Leverson, fille et biographe de l'écrivain Ada Leverson (en). Avec Violet Leverson, il a l'écrivain et éditeur Francis Wyndham (écrivain) (en) et la photographe Olivia Wyndham.

## Carrière militaire
Wyndham est nommé dans le 16th The Queen's Lancers en août 1884. Il est promu capitaine le 10 septembre 1890 et major le 1er avril 1900. Lors du déclenchement de la seconde guerre des Boers à la fin de 1899, Wyndham se rend en Afrique du Sud où il sert dans l'état-major et est présent à la Libération de Ladysmith. Pendant les dernières parties de la guerre, il commande une colonne. Pour ses services, il est mentionné dans des dépêches (dont la dernière dépêche de Lord Kitchener datée du 23 juin 1902) et reçoit le brevet de grade de lieutenant-colonel le 29 novembre 1900. Il retourne au Royaume-Uni sur le vapeur Dunvegan Castle en avril 1902, et les habitants de son village natal d'Upwey, Dorset décorent le village à son arrivée là-bas. Deux mois plus tard, il est reçu en audience par le roi Édouard VII, qui lui remet personnellement la Médaille du roi d'Afrique du Sud.
En tant qu'attaché militaire britannique à Saint-Pétersbourg, en Russie, en 1909, il avertit son homologue autrichien qu'un officier d'état-major autrichien fournit des informations top secrètes aux Russes. Cette information, cependant, se retrouve sur le bureau d'Alfred Redl, chef du contre-espionnage à l'Evidenzbureau à Vienne, qui est malheureusement l'espion recherché.
Guy Percy Wyndham est membre des Souls.

## Œuvres
- Vie et lettres de George Wyndham . Guy Percy Wyndham, John William Mackail . Londres : Hutchinson, 1925. Deux tomes.